# ポンペイ (イタリアのコムーネ)
ポンペイ（イタリア語: Pompei）は、イタリア共和国カンパニア州ナポリ県にある、人口約2万5000人の基礎自治体（コムーネ）。
ローマ帝国時代の79年、ヴェスヴィオ火山の噴火で埋もれたポンペイ (Pompeii) の遺跡の所在地である。現在の市街は1891年、ポンペイの遺跡近くに新しく建設されたものである。

## 地理

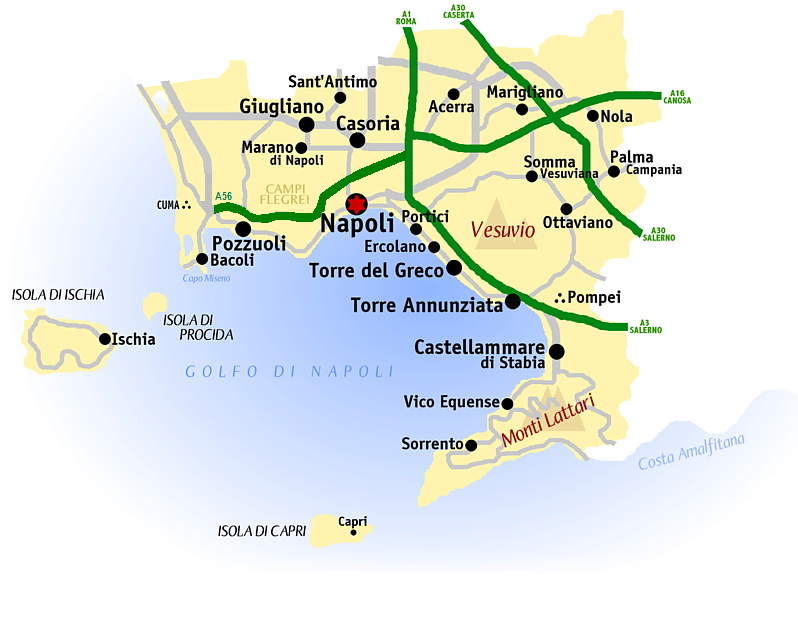
ナポリ県概略図

| ナポリ県の東端に位置するコムーネ。ソレントから北東へ約17km、県都・州都ナポリから東南東へ約23km、サレルノから西北西へ約24kmの距離にある。市街地は、県境を越えてスカファーティ（サレルノ県）に連担する。 |

## 歴史
現在のポンペイは、1891年にポンペイの遺跡近くに新たに作られた都市である。これに先立ち、ロザリオの聖母のバシリカ (Shrine of the Virgin of the Rosary of Pompei) の建設を始めたバルトロ・ロンゴ (Bartolo Longo) は、近代ポンペイの建設者とみなされる。
ロザリオの聖母に捧げられたバシリカは近年、カトリック教徒たちの巡礼コースとなっている。ルカ・ジョルダーノによる絵画も収められている。

## 行政

### 分離集落
ポンペイには、以下の分離集落（フラツィオーネ）がある。
- Mariconda, Messigno, Ponte Nuovo, Treponti, Fontanelle, Parrelle, Ponte Izzo, Ponte Persica, Fossavalle, Chiesa della Giuliana

## 姉妹都市
- ラティアーノ（イタリア）
- タラゴナ（スペイン）
- 西安市（中国）
- 慶州市（韓国）
- 麗江市（中国）
- テルアビブ（イスラエル）